# Негідальці
Негіда́льці (рос. негидальцы; самоназва елькан бейеннін, на бейеннін «тутешній, тутешні, місцеві», амґун бейеннін «амгунський, амгунці»; заастаріла російська назва — гіляки / рос. гиляки) — малочисельна (під загрозою вимирання) тунгусо-маньчжурська народність Приамур'я (Росія). 
Сучасний етнонім є екзонімом — утворений від слова нєґда, що мовами евенків та ульчів означає «береговий, крайній»

## Територія проживання і чисельність

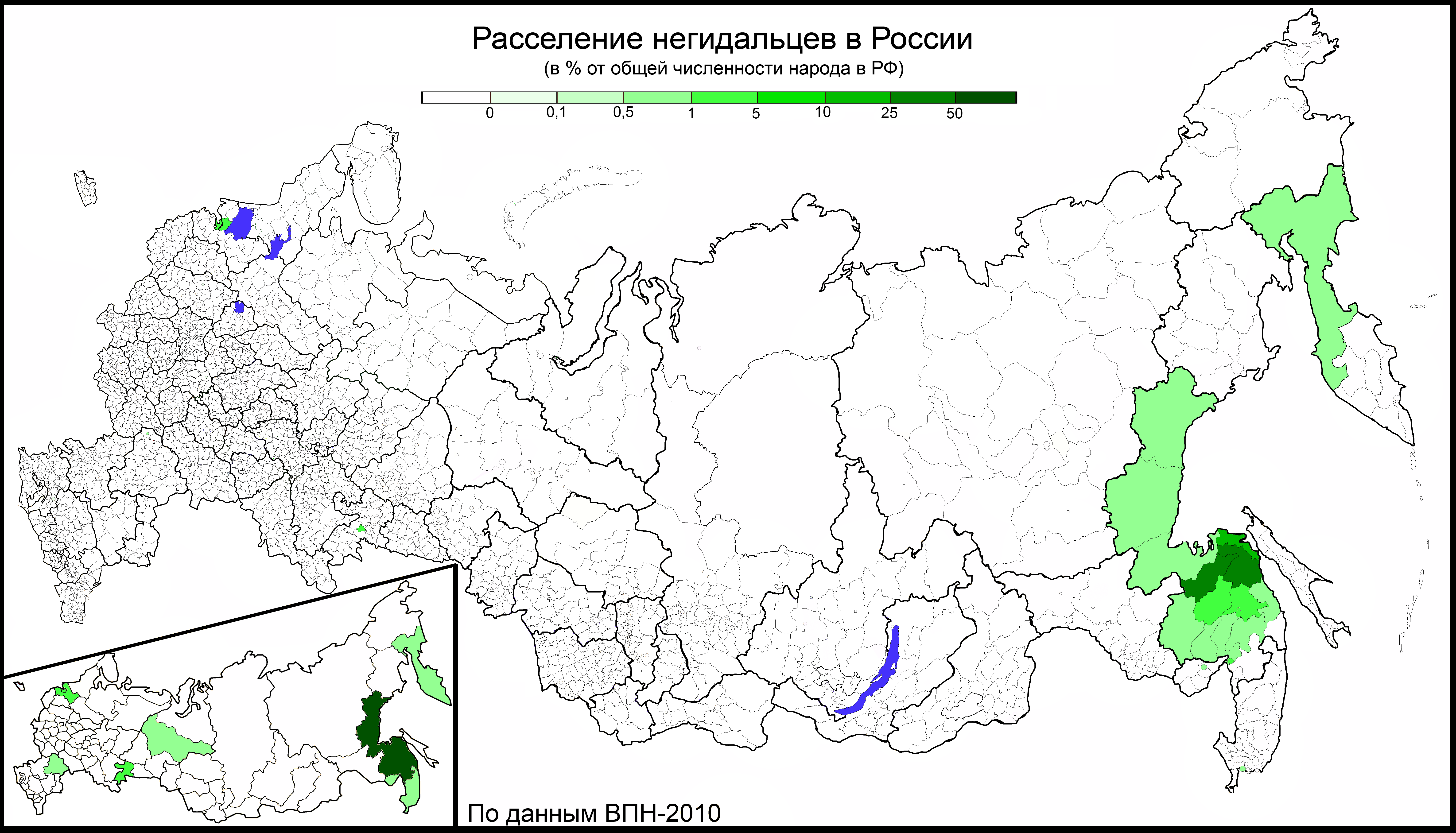
Частка негідальського населення району у загальній чисельності негідальців в РФ

Негідальці є корінним народом пониззя річки Амгуні (раніше також до Амуру) у Приамур'ї на Далекому Сході. Територіально це — Ульчський район (тут живе більша частина від теперішнього загалу негідальців) і район ім. Поліни Осипенко (менша частина, більшість з якої проживає у селі Владіміровка) Хабаровського краю Росії; окремі негідальські родини проживають у Миколаївському, Нанайському, Курумійському та ін. районах краю. 
Від початків обрахунків чисельності негідальців, вони лишались нечисельною далекосхідною народністю Росії під загрозою зникнення, що демонструє Таблиця чисельності негідальців (1897—2002), складена на основі даних, отримуваних в ході переписів населення, що однак хибують (ранні неповнотою охоплення підрахунком усіх негідальців, пізні, вже радянські включенням до їхнього числа евенків, орочонів тощо):
| рік  | Чисельність, осіб |
| ---- | ----------------- |
| 1897 | 423               |
| 1926 | 426               |
| 1959 | 350               |
| 1970 | 537               |
| 1979 | 504               |
| 1989 | 622               |
| 2002 | 527               |

Після розпаду СРСР в Україні за даними перепису населення 2001 року виявилось, що в країні проживало 52 особи, що ідентифікували себе як негідальці. Цікаво, що 3/5 з них (на противагу становищу на етнічній батьківщині), а саме 31 особа вказали рідною мовою негідальську, тоді як українську такою не назвала жодна особа, 11 осіб указали російську, решта — іншу.

## Мова, субетоноси і релігія
Негідальці розмовляють негідальською мовою, що належить до тунгусо-маньчжурської мовної групи алтайської сім'ї мов. Мова неписьменна. Серед російських негідальців поширена російська мова. 
Діалекти негідальської мови визначають субетнічний поділ народності на «низовських» і «верховських» негідальців, що мають локальні відмінності в культурі, побуті і мові. 
Пануючі релігійні уявлення в негідальців — анімістичні з розвинутим шаманізмом, хоча номінально негідальці тривалий час вважалися навернутими до православ'я.

## Етногенез та етнічна історія
Вчені схильні вважати, що негідальці є нащадками евенків (тунгусів), що розселилися зі східного Забайкалля по річці Амгуні не раніше доби раннього заліза. Сюди тунгуські кочівники—мисливці прийшли вже зі сформованою родовою організацією. Відособившись від основного тунгуського етнічного масиву й діставшись Охотського узбережжя, ця група опинилась в ізоляції. 
З моменту появи негідальців на річці Амгунь, вони поступово заселяли долину Амгуні та її притоки, виходили до берегів великих і дрібних озер. Амгунь пов'язувала окремі поселення і родові стійбища негідальців. Осівши на цій території, протонегідальці зайнялись рибним промислом, зберігши при цьому свої господарські і культурні традиції. Не пориваючи родинних контактів з евенками, вони почали активно контактувати з місцевими тубільними народами — ульчами, нанайцями і нивхами, що т.ч. значно вплинули на етногенез, матеріальну і духовну культуру негідальців (а подеколи також інкорпорували до свого складу негідальські родини). В цілому процес формування негідальського етносу завершився в кін. XVII — XVIII століттях. 
З сер. 2-го тис. до сер. XIX ст. негідальці, як і ін. місцеве населення, платили данину китайцям, мали стосунки з маньчжурськими торгівцями.
Перші контаки негадільців з росіянами варто віднести до XVIII століття. Із завоюванням Далекого Сходу (1840-ві рр.) російські (і українські) переселенці активніше заселяють далекосхідні терени. Починаються процеси етнічної і мовної асиміляції, невдалі спроби християнизації місцевого, в т.ч. і негідальського, населення. Відносно позитивний бік взаємин з прибульцями — зміна побуту (поява нових типів житла, одягу тощо), поширення землеробства. 
За СРСР негідальці, як і більшість північних народів Росії, постраждали від колективізації і особливо від укрупнення поселень, що планомірно здійснювалось місцевими адміністраціями за настановами центральної влади. Так, в 1945 році з Чукчагірського поселення (рід Чукчагіль) і поселення Камєнка (роди муктегірів, альчакулів, тойомконів і аюмканів) негідальці були перселені в село Владіміровка у зв'язку з об'єднанням дрібних колгоспів.

## Господарство, побут і суспільство
Основу традиційного господарства негідальців становили рибальство і мисливство, як лісове, так і морське. У верховських негідальців також практикувалось оленярство (виключно транспортного спрямування).

Циновка з пташиних шкурок, р-н ім.П.Осипенко, Хабаров. край, РФ, 1980-ті рр, фонди РЕМ

Рибу здобували взимку і влітку заїздками, сітями, неводами, острогою тощо. Морського звіря (переважно нерпу) били гарпуном.
Був поширений промисел на хутрових звірів, полювання диких о́ленів, лосів, птахів тощо. 
І низовські, і верховські негідальці їздили на нартах з впряженими собаками. Верховські також впрягали у нарти оленів, а подеколи і їздили на них верхи. Траспортними засобами також служили човни (з дощок і/або берести — оморочки), лижви. Найпростіший пристрій для транспортування — поволока (келчі), яку найчастіше використовували взимку для вивезення габаритної здобичі (лося або дикого оленя).
Серед ремесел негідальців практичне значення мали вичинка шкури й пошив зі шкур та хутра одягу, взуття, виробництво побутового начиння (наприклад, килимків з хутра або побутових речей з берести). Пошивні речі, зазвичай, оздоблювалися різноманітними орнаментами, аплікаціями, бісером тощо, деякі з них є справжніми витворами народного мистецтва. 
У негідальців до сьогодні зберігається поділ на роди.

## Культура

Негідальський літній будиночок

У негідальців, в залежності від групи (низовські чи верховські), а головне — від пори року, існувало декілька типів житла.
У верховських негідальців був поширений переносний чум, взимку накриваний оленячими шкурами. Більш осідлі низовські групи негідальців узимку жили у зимниках — великих каркасних житлах з обігрівом у вигляді канів вздовж стінки, а влітку за житло правив літник — невеликий (на одну сім'ю) будиночок з кори дерева під двосхилим дахом. Універсальним тимчасовим житлом негідальських мисливців був лісовий курінь.
Зрубні хатини з колод з'являються в негідальців лише наприкінці XVIII століття. Долівка такого житла встилали берестяними циновками. На деякій відстані від вогнища (пізніше запозичена в росіян піч) ладнали лежаки, які встилали хвойним гіллям і накривали шкурами тварин. Такі лежаки правили і за стіл для прийому їжі, і за місце відпочинку. Усе господарське начиння розміщалось по стінках і закутках помешкання.
Ще в сер. XIX ст. одяг і взуття негідальці шили з риб'ячої, нерп'ячих і собачих шкур. В традиційний костюм входили халати, кожухи і куртки (конго, наямі), ноговиці (мейєвун), взуття амурського (олочі) і тунгуського (лобдірма) типів. Чоловіки під час ловів носили фартухи. Усі негідальські жінки носили нагрудник з орнаментом на евенкійський манер. Головні убори — хутряний капор, шапка-вушанка. 
Основу харчування негідальців у минулому складала риба. Дичина була постійної лише в раціоні верхньоанюйських негідальцев. Рибу и м'ясо заготовляли заздалегідь, зокрема, дуже популярним було виготовлення юколи. Також з риби шляхом тривалої варки, сушки і перетирання отримували своєрідне борошно (барча). Велике значення в меню мали дикі рослини і трави. Найулюбленіша страва негідальців — холодець (мосін) — з риб'ячої шкури, черемші і цибулі. 
Лише наприкінці XIX ст. в раціон негідальців увійшла картопля, яку вони вимінювали за рибу в прийшлих росіян та українців.

## Виноски
1. 1 2 3 4  Негідальці в електронній енциклопедії letopisi.ru. Архів оригіналу за 27 грудня 2008. Процитовано 6 січня 2009.
2. ↑  Всеукраїнський перепис населення 2001 року / Національний склад населення, громадянство / Розподіл населення за національністю та рідною мовою[недоступне посилання](укр.)[недоступне посилання з липня 2019]